# ウェイド則
ウェイド則（ウェイドそく、Wade's rule）とは、ケネス・ウェイド (Kenneth Wade) によって提唱されたボランおよびその類縁体の価電子数と安定な立体構造の間の関係を示す法則である。
ボラン BmHn の構造はホウ素原子が正三角形の面からなる多面体の頂点を占めており、それぞれのホウ素にはまず1つの水素が通常の2中心2電子による結合している。そして余っている水素は3中心2電子結合によりこの構造にさらに結合している形をとる。ホウ素は原子価軌道に3つの電子を持ち、水素は1つの電子を持つのでボラン BmHn の全価電子の数は 3m + n 個である。ボランが価数 x のイオンの場合も考慮に含めれば 3m + n + x 個となる。ホウ素には必ず1つの水素が2中心2電子結合しているから、それに 2m 個の価電子が使われている。そして残りの m + n + x 個の電子によりホウ素同士、およびホウ素と余った水素の結合に使われる。ウェイド則はこの m + n + x の値によってボランの構造が決定されるというものである。
m + n +x が 2m + 2 と等しい場合、すなわち分子式がBmHm+2である時、ボランは完全に閉じた多面体型の構造を取る。この構造をクロソ (closo) 構造という。クロソはギリシア語で鳥かごを意味する。実際にはこの構造では電子数を変えずに水素イオンを2つ失った [BmHm]2− が安定である。例えば [B6H6]2− はホウ素が正八面体の頂点を占めた形を取っている。
m + n + x が 2m + 4 と等しい場合、すなわち分子式が BmHm+4 である時、ボランは [Bm+1Hm+1]2− が取るクロソ構造の頂点の一つが無くなった構造を取る。この構造をニド (nido) 構造という。ニドはギリシア語で巣を意味する。例えば B5H9 のホウ素は [B6H6]2− の正八面体の頂点が一つ失われた形、すなわち四角錐の頂点を占めるように配列している。
m + n + x が 2m + 6 と等しい場合、すなわち分子式が BmHm+6 である時、ボランは [Bm+2Hm+2]2− が取るクロソ構造の頂点の二つが無くなった構造を取る。この構造をアラクノ (arachno) 構造という。アラクノはギリシア語でクモの巣を意味する。例えば B4H10 は [B6H6]2− の正八面体の頂点が対称に二つ失われた形、すなわち菱形の頂点を占めるように配列している。
m + n + x が 2m + 8 と等しい場合、すなわち分子式が BmHm+8 である時、ボランは [Bm+3Hm+3]2− が取るクロソ構造の頂点の三つが無くなった構造を取る。この構造をヒポ (hypho) 構造という。ヒポはギリシア語で網を意味する。単純なボランではヒポ構造を取るものは知られていない。
一般にボランの安定性はクロソ、ニド、アラクノ、ヒポの順に低くなっている。
ボランのBHをCH2で置き換えたカルバボランについても同様の法則が成り立つ。
ウェイド則を金属クラスターに拡張したものがウェイド・ミンゴス・ローハー則 (Wade-Mingos-Lauher rule) である。これは18電子則の金属クラスターへの拡張でもある。